# Historia Langobardorum Beneventanorum
La Historia Langobardorum Beneventanorum (o Ystoriola Langobardorum Beneventum degentium) di Erchemperto è una cronaca longobarda che narra le vicende del Principato di Benevento dal 787 all'889.

## Contenuto
Lo stesso Erchemperto dichiara di ispirarsi alla Historia Langobardorum di Paolo Diacono. L'opera lascia trasparire la sentita partecipazione dell'autore alle vicende drammatiche che riguardarono in quegli anni la nazione longobarda e rappresenta l'unica fonte storica esistente relativa a quel periodo: un'opera importantissima, quindi, poiché tramanda episodi di cui altrimenti non avremmo mai avuto notizia. 
Di Erchemperto è sopravvissuto anche un breve carme latino, in 17 distici elegiaci, che oggi si ritiene parte integrante dell'opera, di cui è l'introduzione, con dedica ad Aione II di Benevento.

## Edizioni
- È contenuta nel Codice Vaticano 5001[3].
- (LA) Erchempertus, Historia Langobardorum Beneventanorum, a cura di Georg Waitz, in Monumenta Germaniae Historica. Scriptores rerum Langobardicarum et Italicarum saec. VI–IX, Hannoverae, impensis bibliopolii Hahniani, 1878,  pp. 231-264.
- Erchemberto, Storia dei Longobardi di Benevento, a cura di Italo Pin, in appendice a  Paolo Diacono, Storia dei Longobardi, Pordenone, Edizioni Studio Tesi, 1990,  pp. 185-242, ISBN 88-7692-231-8.
- (LA, IT) Erchemperto, Piccola storia dei Longobardi di Benevento, introduzione, edizione critica, traduzione, note e commento a cura di Luigi Andrea Berto, Napoli, Liguori editore, 2013, ISBN 978-88-207-5925-4.